# Liste von Zündmitteln gemäß den Kennblättern fremden Geräts D 50/9

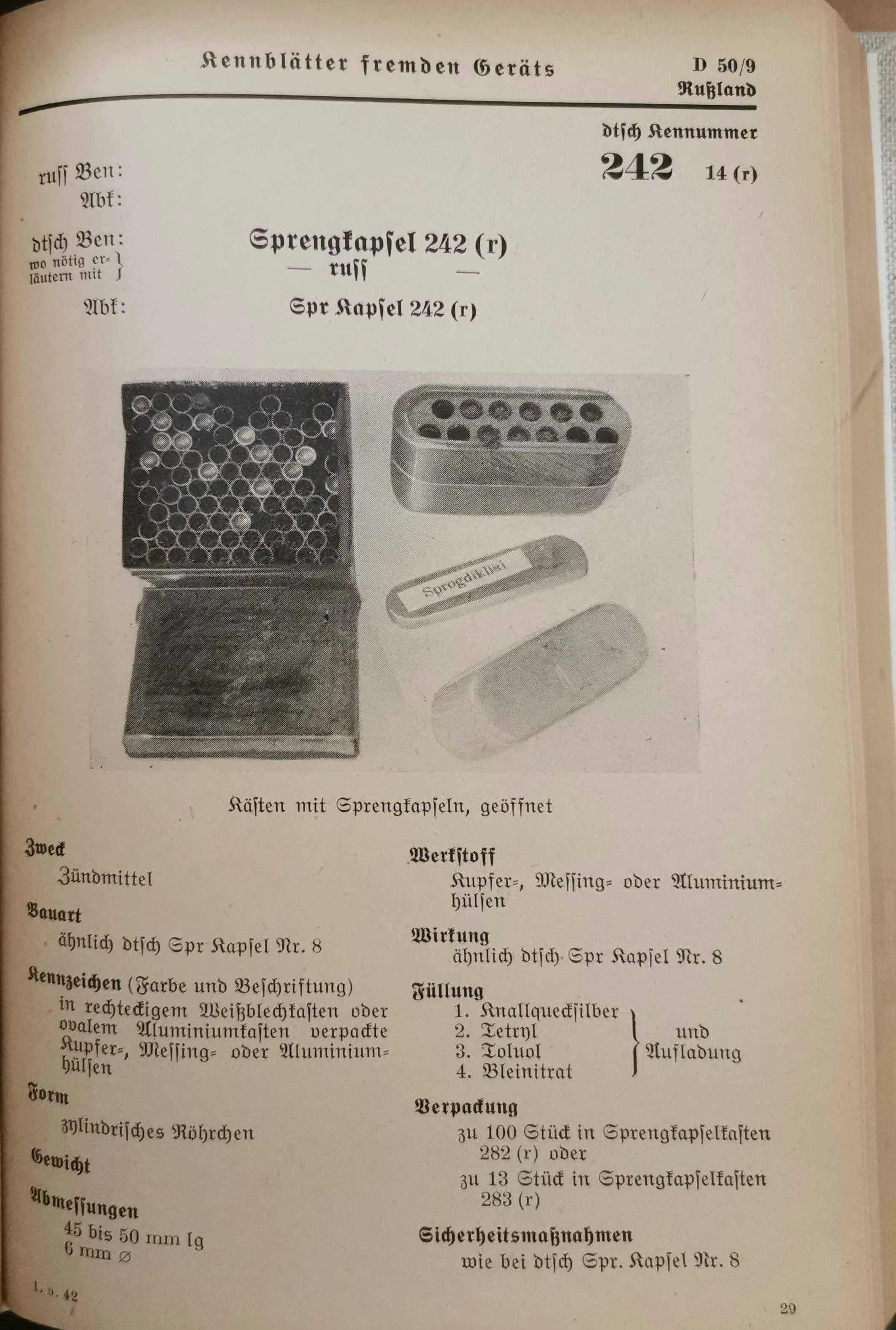
Kennblattbeispiel zu
D 50/9 Nr 242 14 (r)

In dieser Liste von Zündmitteln gemäß den Kennblättern fremden Geräts D 50/9 werden Zündmittel aufgeführt, die vom Heereswaffenamt verzeichnet wurden.
Nachfolgend ein Überblick/Auszug zur offiziellen Dokumentation Kennblätter fremden Geräts D 50/9: Nahkampf-, Spreng- und Zündmittel, Brandmittel, MG-Geräte, Sperren.

## Hinweise zur Liste
Aufbau der Tabelle
Untenstehende Tabelle führt folgenden Spalteninhalte:
- dtsch. Kennnr. (deutsche Kenn-Nummer), dies entspricht dem Originalindex in den Kopfzeilen der Kennblätter mit Kennnummer, Stoffgebietenummer und Beutezeichen.
- Abk. dtsch. Ben. (Abkürzung deutsche Benennung), Originalbezeichnung entnommen aus der fünften Zeile der Kennblätter.
- Landesbez. nach HWA (Heereswaffenamt), Originalangaben entnommen aus der ersten Zeile der Kennblätter.
- Bild, eine Bildauswahl aus Wikipedia für dieses Objekt.
- Bemerkungen, Hier werden Links zu bereits existierenden Wikipedia-Artikeln eingetragen.

 Info: Die in der Tabelle angegebenen Originaleinträge sollen nicht geändert werden, weil diese den Angaben aus den Kennblättern entsprechen. Nach neuerem Forschungsstand sind teilweise Errata in den Kennblättern erkannt worden. Diese werden unten im Abschnitt Anmerkungen jeweils zur Kenn-Nummer erläutert. Die Wikilinks in den runden Klammern sollten das Lemma der entsprechenden Artikel in Wikipedia enthalten.

## Tabellarische Übersicht

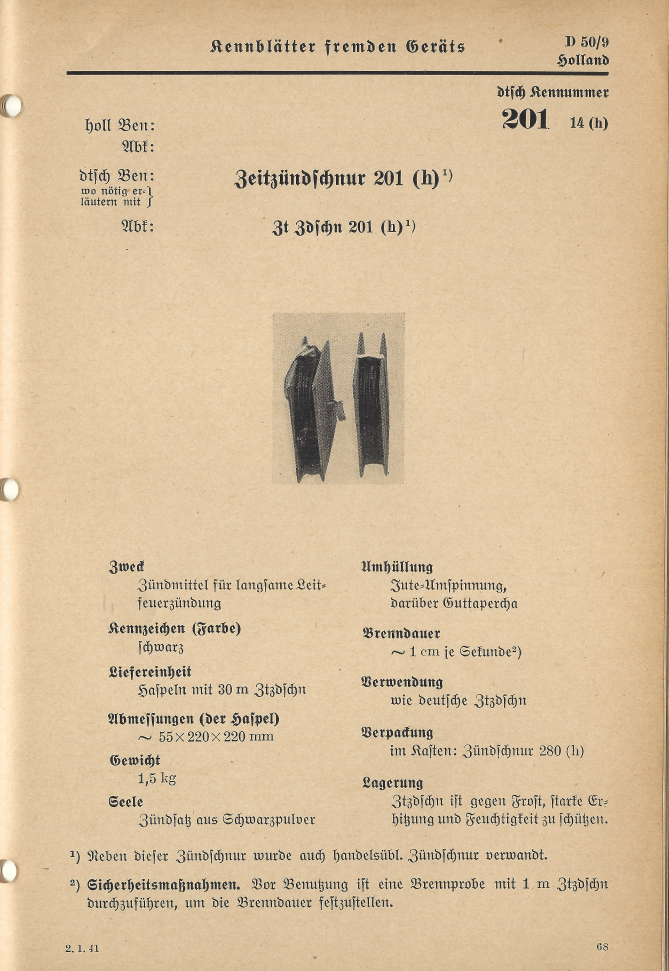
Kennblattbeispiel zu D 50/9 Nr 201 14 (h)
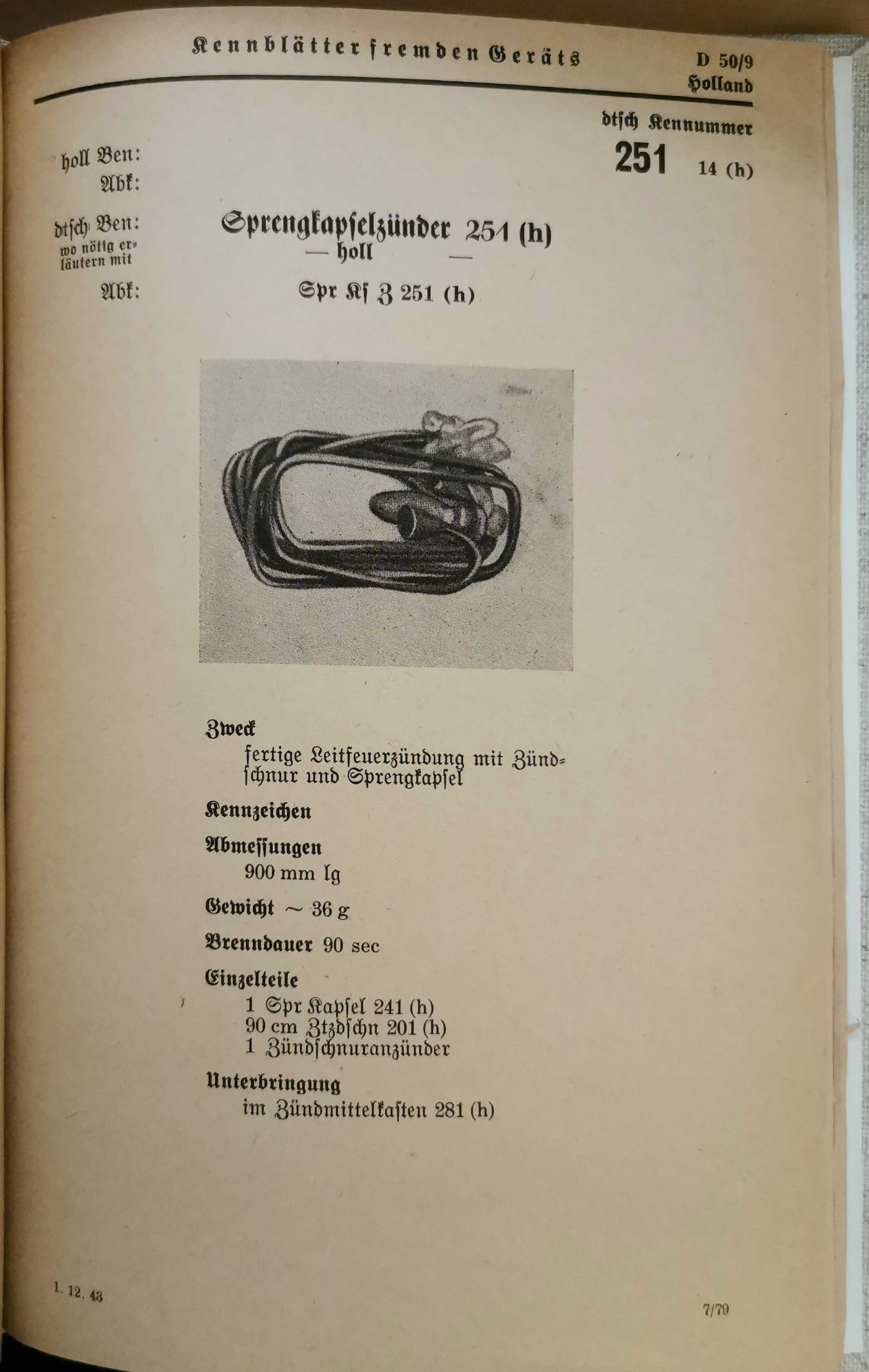
Kennblattbeispiel zu D 50/9 Nr 251 14 (h)
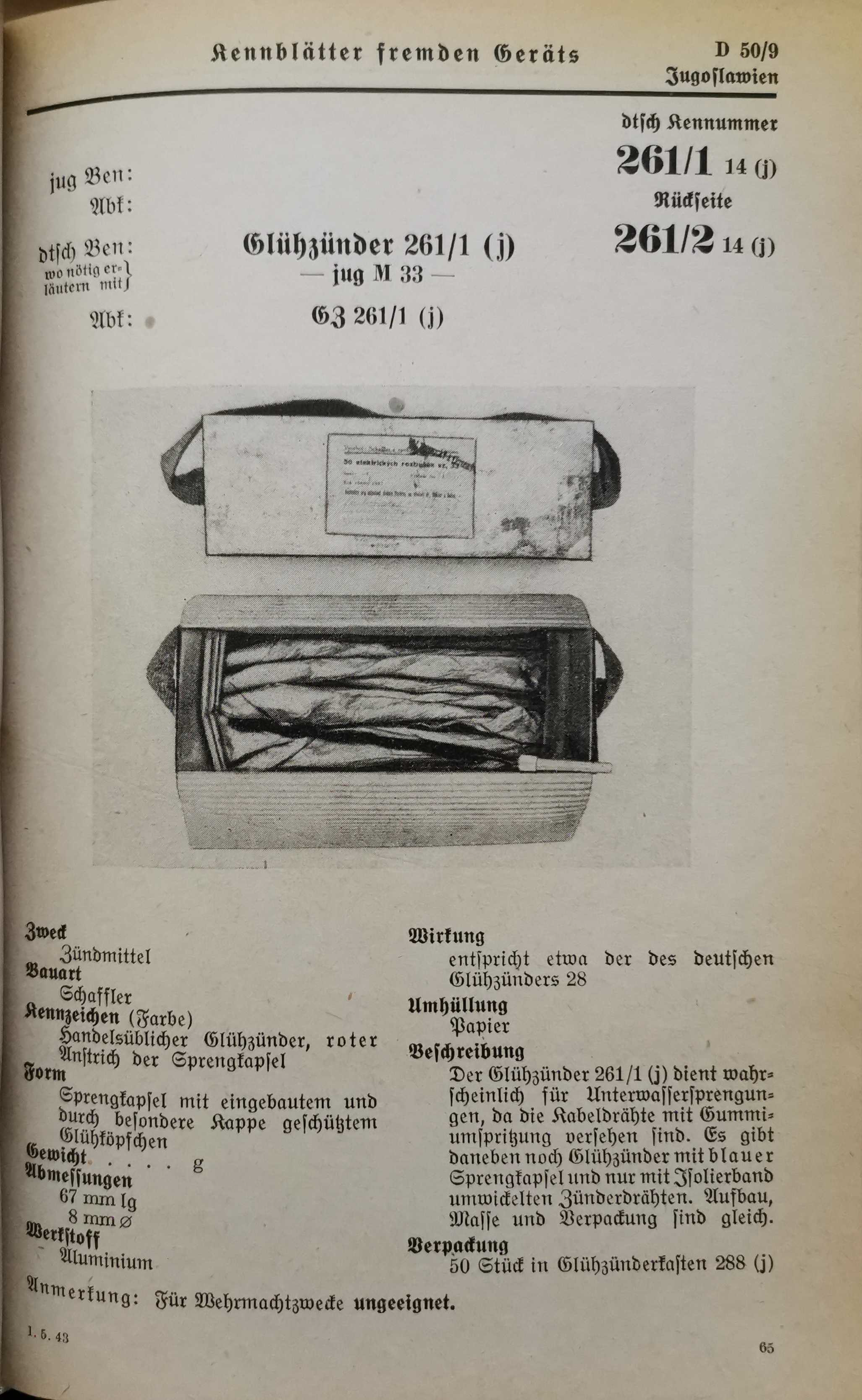
Kennblattbeispiel zu D 50/9 Nr 261/1 14 (j)
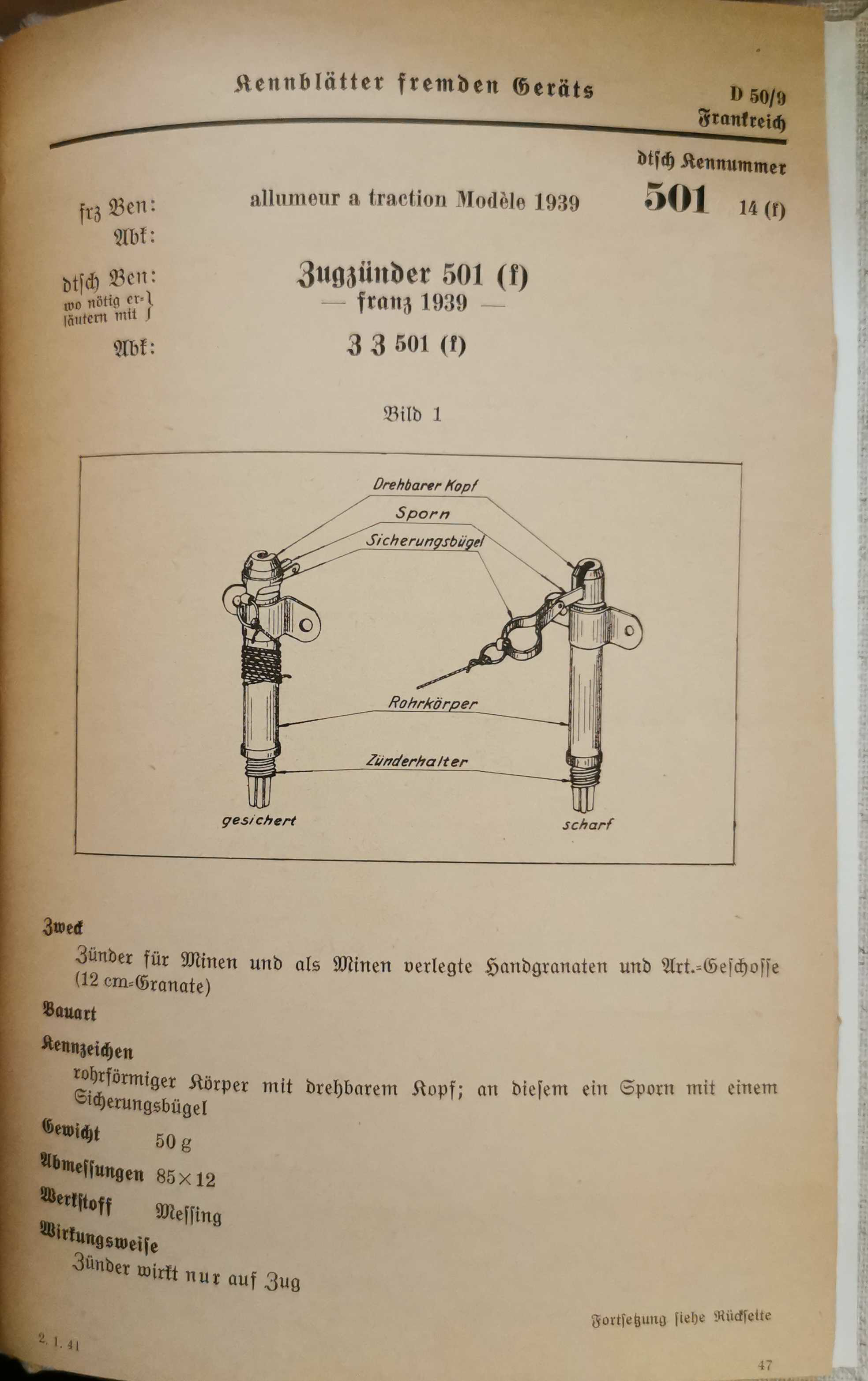
Kennblattbeispiel zu D 50/9 Nr 501 14 (f)
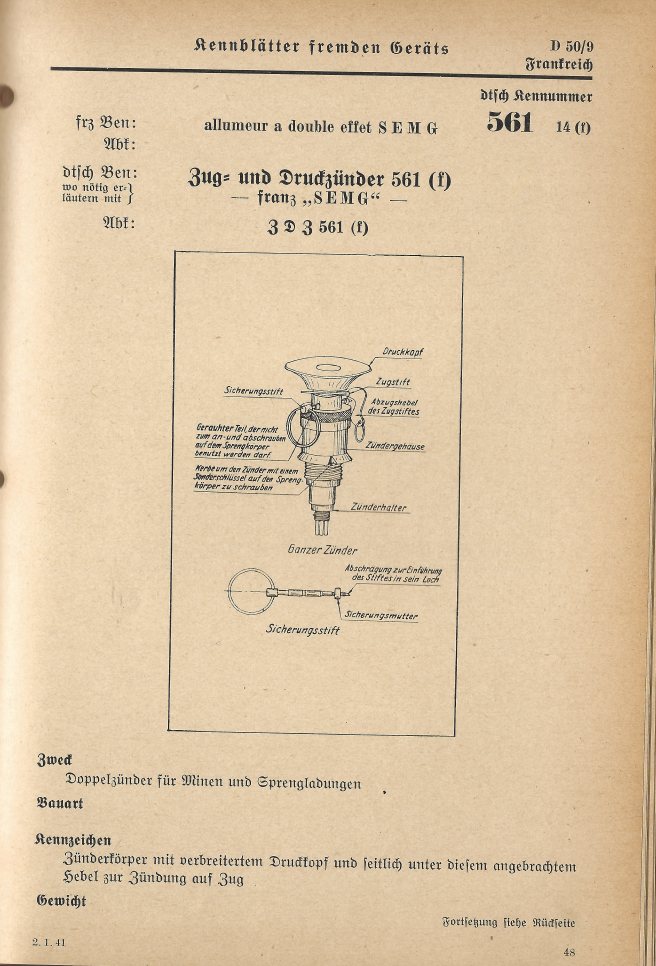
Kennblattbeispiel zu D 50/9 Nr 561 14 (f)
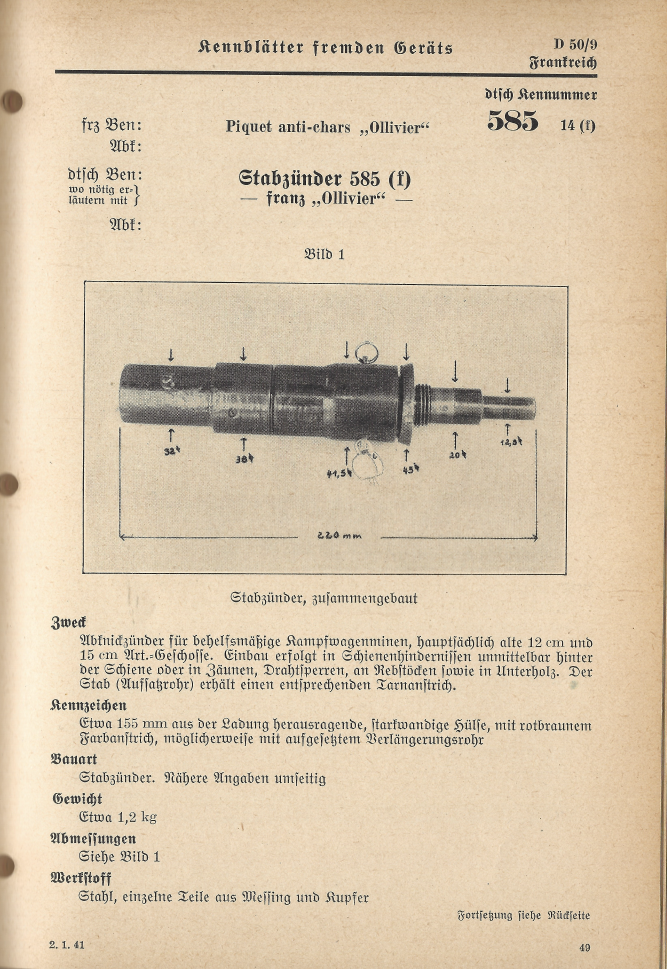
Kennblattbeispiel zu D 50/9 Nr 585 14 (f)

| dtsch. Kennnr. | Abk. dtsch. Ben.       | Landesbez.nach HWA (Wikipedia-Artikel)                  | Bild                                                                                             | Bemerkungen                                                                                   |
| -------------- | ---------------------- | ------------------------------------------------------- | ------------------------------------------------------------------------------------------------ | --------------------------------------------------------------------------------------------- |
| 201 14 (h)     | Zt. Zdschn. 201 (h)    | in D 50/9 keine Angaben                                 |                                                                                                  | langsame Zeitfeuerzündung, 1 cm je Sekunde                                                    |
| 202 14 (r)     | Zt. Zdschn. 202 (r)    | in D 50/9 keine Angaben                                 |                                                                                                  | langsame Zeitfeuerzündung, 1 cm je Sekunde                                                    |
| 203 14 (r)     | Zt. Zdschn. 203 (r)    | in D 50/9 keine Angaben                                 |                                                                                                  | langsame Zeitfeuerzündung, 1 cm je 1–2 Minuten                                                |
| 204 14 (e)     | Zt. Zdschn. 204 (e)    | in D 50/9 keine Angaben                                 |                                                                                                  | langsame Zeitfeuerzündung, 1 cm je Sekunde                                                    |
| 220 14 (h)     | Knall-Zdschn. 220 (h)  | in D 50/9 keine Angaben                                 |                                                                                                  | schnelle Zeitfeuerzündung, zerknallt                                                          |
| 221 14 (e)     | Knall-Zdschn. 221 (e)  | in D 50/9 keine Angaben                                 | Bilderwunsch                                                                                     | momentane Zündübertragung, detonierend                                                        |
| 222 14 (r)     | Knall-Zdschn. 222 (r)  | in D 50/9 keine Angaben                                 |                                                                                                  | momentane Zündübertragung, zerknallt                                                          |
| 241 14 (h)     | Spr. Ks. 241 (h)       | in D 50/9 keine Angaben                                 |                                                                                                  | Sprengkapsel aus Kupfer                                                                       |
| 242 14 (r)     | Spr. Ks. 242 (r)       | in D 50/9 keine Angaben                                 |                                                                                                  | Sprengkapsel aus Kupfer, Messing oder Aluminium, ähnlich deutscher Sprengkapsel Nr. 8         |
| 243 14 (r)     | Spr. Ks. 243 (r)       | in D 50/9 keine Angaben                                 |                                                                                                  | Sprengkapsel aus Kupfer, Zündmittel für Stielhandgranate 337 (r) und Handgranate 338 (r)      |
| 244 14 (b)     | Spr. Ks. 244 (b)       | in D 50/9 keine Angaben                                 |                                                                                                  | Sprengkapsel aus Kupfer, für Wehrmachtszwecke ungeeignet                                      |
| 245 14 (j)     | Spr. Ks. 245 (j)       | in D 50/9 keine Angaben                                 |                                                                                                  | Sprengkapsel aus Kupfer, für Wehrmachtszwecke ungeeignet                                      |
| 246 14 (e)     | Spr. Ks. 246 (e)       | in D 50/9 keine Angaben                                 | Bilderwunsch                                                                                     | Sprengkapsel aus Kupfer, oder Aluminium, Zündmittel für Handgranatenzünder 706 (e)            |
| 247 14 (d)     | Spr. Ks. 247 (d)       | in D 50/9 keine Angaben                                 | Bilderwunsch                                                                                     | Zündmittel für Handgranate 342 (d) und Handgranate 343 (d)                                    |
| 251 14 (h)     | Spr. Ks. Z. 251 (h)    | in D 50/9 keine Angaben                                 |                                                                                                  | fertige Leitfeuerzündung mit 90 cm Zündschnur 201 (h) und Sprengkapsel 241 (h)                |
| 261/1 14 (j)   | Gl. Z. 261/1 (j)       | in D 50/9 keine Angaben                                 |                                                                                                  | dient für Unterwassersprengungen, entspricht dem deutschen Glühzünder 28                      |
| 261/2 14 (j)   | Gl. Z. 261/2 (j)       | in D 50/9 keine Angaben                                 | Bilderwunsch                                                                                     | für Wehrmachtszwecke ungeeignet, entspricht dem deutschen Glühzünder 28                       |
| 262 14 (r)     | Gl. Z. 262 (r)         | in D 50/9 keine Angaben                                 |                                                                                                  | zur elektrischen Zündung von Sprengladungen, für Wehrmachtszwecke ungeeignet                  |
| 431 14 (n) 2   | Mi. Z. 431 (n)         | in D 50/9 keine Angaben                                 | Bilderwunsch                                                                                     | Zünder für Panzerabwehrmine 427 (n)                                                           |
| 501 14 (f)     | Z. 501 (f)             | allumeur a traction Modèle 1939                         |                                                                                                  | aus Messing, Zünder für Minen und als Minen verlegte Handgranaten                             |
| 502 14 (e)     | Z. 502 (e)             | in D 50/9 keine Angaben                                 | Bilderwunsch                                                                                     | Zünder für Minen und Sprengladungen                                                           |
| 511 14 (e)     | Schl. Z. 511 (e)       | in D 50/9 keine Angaben                                 |                                                                                                  | Zünder für S. Mine 446 (e) und Sprengladungen                                                 |
| 529 14 (e)     | Mi. Z. 529 (e)         | in D 50/9 keine Angaben                                 | Bilderwunsch                                                                                     | Zünder für Panzerabwehrmine 429/1 (e) und Panzerabwehrmine 429/2 (e)                          |
| 530 14 (e)     | Mi. Z. 530 (e)         | in D 50/9 keine Angaben                                 | Bilderwunsch                                                                                     | Zünder für Panzerabwehrmine 403 (e)                                                           |
| 531 14 (h)     | Mi. Z. 531 (h)         | in D 50/9 keine Angaben                                 | Bilderwunsch                                                                                     | Zünder für Panzerabwehrmine 419/1 (h)                                                         |
| 532 14 (h)     | Mi. Z. 532 (h)         | Buizen Schok N 1                                        |                                                                                                  | Zünder für Panzerabwehrmine 418 (h)                                                           |
| 533 14 (g)     | Mi. Z. 533 (g)         | in D 50/9 keine Angaben                                 |                                                                                                  | Zünder für Panzerabwehrmine 417 (g)                                                           |
| 534 14 (e)     | Mi. Z. 534 (e)         | in D 50/9 keine Angaben                                 |                                                                                                  | Zünder für S Mine 445 (e)                                                                     |
| 535 14 (p)     | Mi. Z. 535 (p)         | in D 50/9 keine Angaben                                 | Bilderwunsch                                                                                     | Zünder für Panzerabwehrmine 426 (p)                                                           |
| 536 14 (i)     | Mi. Z. 536 (i)         | in D 50/9 keine Angaben                                 |                                                                                                  | Zünder für Schützenmine 386 (i)                                                               |
| 537 14 (i)     | Mi. Z. 537 (i)         | in D 50/9 keine Angaben                                 |                                                                                                  | Zünder für Schützenmine 387 (i)                                                               |
| 538 14 (i)     | Mi. Z. 538 (i)         | in D 50/9 keine Angaben                                 |                                                                                                  | Zünder für Sprungmine 388 (i)                                                                 |
| 539 14 (i)     | Mi. Z. 539 (i)         | in D 50/9 keine Angaben                                 | Bilderwunsch                                                                                     | Zünder für Panzerabwehrmine 427 (i)                                                           |
| 540/1 14 (i)   | Mi. Z. 540/1 (i)       | in D 50/9 keine Angaben                                 |                                                                                                  | Zünder für Panzerabwehrmine 428/1 (i)                                                         |
| 540/2 14 (i)   | Mi. Z. 540/2 (i)       | in D 50/9 keine Angaben                                 |                                                                                                  | Zünder für Panzerabwehrmine 428/2 (i)                                                         |
| 551 14 (r)     | Dr. Z. 551 (r)         | in D 50/9 keine Angaben                                 |                                                                                                  | Zünder für Panzerabwehrminen und geballte Ladungen                                            |
| 561 14 (f)     | Z. Dr. Z. 561 (f)      | allumeur de double effet S E M G                        | Bilderwunsch                                                                                     | Dopplezünder für Minen und Sprengladungen                                                     |
| 585 14 (f)     | St. Z. 585 (f)         | Piquet anti-chars „Ollivier“ S E M G                    |                                                                                                  | Abknickzünder für behelfsmäßige Kampfwagenminen                                               |
| 600 14 (r)     | Z. Uw. 600 (r)         | in D 50/9 keine Angaben                                 | Bilderwunsch                                                                                     | Zeitverzögerer für Zünder, Verzögerung ca. 5 Minuten                                          |
| 601 14 (r)     | Uhrw. Z. 601 (r)       | in D 50/9 keine Angaben                                 | Bilderwunsch                                                                                     | Zeitzünder für Minen, einstellbar bis 12 Stunden                                              |
| 602 14 (r)     | Uhrw. Z. 602 (r)       | in D 50/9 keine Angaben                                 | Bilderwunsch                                                                                     | Zeitzünder für Minen, einstellbar auf 36 und 72 Stunden                                       |
| 603 14 (r)     | Uhrw. Z. 603 (r)       | in D 50/9 keine Angaben                                 |                                                                                                  | Zeitzünder für Minen, einstellbar auf 12 Stunden bis 10 Tage                                  |
| 604 14 (r)     | Uhrw. Z. 604 (r)       | in D 50/9 keine Angaben                                 |                                                                                                  | Zeitzünder für Minen, einstellbar auf 12 Stunden bis 35 Tage                                  |
| 621 14 (r)     | S. Z. 621 (r)          | in D 50/9 keine Angaben                                 | Bilderwunsch                                                                                     | Schwingzünder, Auslösung durch Erschütterung eine Feder                                       |
| 622 14 (r)     | S. Z. 622 (r)          | in D 50/9 keine Angaben                                 | Bilderwunsch                                                                                     | Schwingzünder, Auslösung durch Erschütterung zwei Federn                                      |
| 631 14 (r)     | el. ch. Z. 631 (r)     | in D 50/9 keine Angaben                                 |                                                                                                  | elektrochemischer Zünder, Zeitzünder für Minen                                                |
| 661 14 (r)     | R. F. Z. 661 (r)       | in D 50/9 keine Angaben                                 | Bilderwunsch                                                                                     | Rundfunkzünder, Fernzünder für Sprengladungen                                                 |
| 701 14 (b)     | Hdgr. Z. 701 (b)       | in D 50/9 keine Angaben                                 |                                                                                                  | für Handgranate 314 (b), entspricht dem Handgrantenzünder 701 (f)                             |
| 701 14 (f)     | Hdgr. Z. 701 (f)       | in D 50/9 keine Angaben                                 |                                                                                                  | für Handgranate 314 (f)                                                                       |
| 701 14 (g)     | Hdgr. Z. 701 (g)       | in D 50/9 keine Angaben (wz. 33 (Handgranate))          |                                                                                                  | für Handgranate 323 (g), entspricht dem Handgrantenzünder 701 (f)                             |
| 701 14 (p)     | Hdgr. Z. 701 (p)       | in D 50/9 keine Angaben (wz. 33 (Handgranate))          |                                                                                                  | für Handgranate 325 (p), entspricht dem Handgrantenzünder 701 (f)                             |
| 702 14 (b)     | Hdgr. Z. 702 (b)       | in D 50/9 keine Angaben (Mills-Granate)                 |                                                                                                  | für Handgranate 311 (b), entspricht dem Handgrantenzünder 702 (e)                             |
| 702 14 (e)     | Hdgr. Z. 702 (e)       | in D 50/9 keine Angaben (Mills-Granate)                 |                                                                                                  | für Handgranate 311 (e)                                                                       |
| 702 14 (g)     | Hdgr. Z. 702 (g)       | in D 50/9 keine Angaben (Mills-Granate)                 |                                                                                                  | für Handgranate 311 (g), entspricht dem Handgrantenzünder 702 (e)                             |
| 703 14 (b)     | Hdgr. Z. 703 (b)       | in D 50/9 keine Angaben                                 |                                                                                                  | für Eihandgranate 302 (b), entspricht dem Handgrantenzünder 703 (f)                           |
| 703 14 (f)     | Hdgr. Z. 703 (f)       | in D 50/9 keine Angaben                                 |                                                                                                  | für Eihandgranate 313 (f)                                                                     |
| 704 14 (b)     | Hdgr. Z. (Üb.) 704 (b) | in D 50/9 keine Angaben                                 |                                                                                                  | für Eihandgranate 302 (b), Übungszünder                                                       |
| 705 14 (e)     | Hdgr. Z. 705 (e)       | in D 50/9 keine Angaben                                 |                                                                                                  | für Handgranate 335 (e)                                                                       |
| 706 14 (r)     | Hdgr. Z. 706 (r)       | in D 50/9 keine Angaben                                 | Bilderwunsch                                                                                     | für Eihandgranate 308 (r)                                                                     |
| 707 14 (e)     | Hdgr. Z. 707 (e)       | in D 50/9 keine Angaben                                 |                                                                                                  | für Eihandgranate 324 (e), Handgranate 340 (e), Brandhandgranate 753 (e)                      |
| 708 14 (r)     | Hdgr. Z. 708 (r)       | in D 50/9 keine Angaben                                 |                                                                                                  | für Eihandgranate 307 (r), Eihandgranate 310 (r)                                              |
| 709/1 14 (j)   | Hdgr. Z. 709/1 (j)     | in D 50/9 keine Angaben                                 |                                                                                                  | für Eihandgranate 303 (j)                                                                     |
| 709/2 14 (j)   | Hdgr. Z. 709/2 (j)     | in D 50/9 keine Angaben                                 |                                                                                                  | für Eihandgranate 316 (j)                                                                     |
| 710/1 14 (j)   | Hdgr. Z. 710/1 (j)     | in D 50/9 keine Angaben                                 |                                                                                                  | für Eihandgranate 304 (j)                                                                     |
| 710/2 14 (j)   | Hdgr. Z. 710/2 (j)     | in D 50/9 keine Angaben                                 |                                                                                                  | für Eihandgranate 320 (j)                                                                     |
| 711 14 (j)     | Hdgr. Z. 711 (j)       | in D 50/9 keine Angaben                                 |                                                                                                  | für Eihandgranate 309 (j) und Eihandgranate 315 (j)                                           |
| 712 14 (r)     | Hdgr. Z. 712 (r)       | in D 50/9 keine Angaben                                 |                                                                                                  | für Handgranate 339 (r)                                                                       |
| 713 14 (a)     | Hdgr. Z. 713 (a)       | in D 50/9 keine Angaben                                 |                                                                                                  | für Eihandgranate 306 (a)                                                                     |
| 714 14 (r)     | Hdgr. Z. 714 (r)       | in D 50/9 keine Angaben                                 |                                                                                                  | für Handgranate 336 (r)                                                                       |
| 718 14 (b)     | Hdgr. Z. 718 (b)       | in D 50/9 keine Angaben                                 |                                                                                                  | für Handgranate 330 (b) und Eihandgranate 331 (b)                                             |
| 722 14 (h)     | Hdgr. Z. 722 (h)       | in D 50/9 keine Angaben                                 |                                                                                                  | für Handgranate 301 (h) und Eihandgranate 312 (h)                                             |
| 770/1 14 (a)   | Sb. Zt. Z. 770/1 (a)   | in D 50/9 keine Angaben                                 |                                                                                                  | zum Zünden von Sabotageladungen mit 1 Stunde Verzögerung, entspricht dem Sb. Zt. Z. 770/1 (e) |
| 770/6 14 (a)   | Sb. Zt. Z. 770/6 (a)   | in D 50/9 keine Angaben                                 | zum Zünden von Sabotageladungen mit 6 Stunden Verzögerung, entspricht dem Sb. Zt. Z. 770/6 (e)   |                                                                                               |
| 770/12 14 (a)  | Sb. Zt. Z. 770/12 (a)  | in D 50/9 keine Angaben                                 | zum Zünden von Sabotageladungen mit 12 Stunden Verzögerung, entspricht dem Sb. Zt. Z. 770/12 (e) |                                                                                               |
| 770/24 14 (a)  | Sb. Zt. Z. 770/24 (a)  | in D 50/9 keine Angaben                                 | zum Zünden von Sabotageladungen mit 24 Stunden Verzögerung, entspricht dem Sb. Zt. Z. 770/24 (e) |                                                                                               |
| 770/48 14 (a)  | Sb. Zt. Z. 770/48 (a)  | in D 50/9 keine Angaben                                 | zum Zünden von Sabotageladungen mit 48 Stunden Verzögerung, entspricht dem Sb. Zt. Z. 770/48 (e) |                                                                                               |
| 770/72 14 (a)  | Sb. Zt. Z. 770/72 (a)  | in D 50/9 keine Angaben                                 | zum Zünden von Sabotageladungen mit 72 Stunden Verzögerung, entspricht dem Sb. Zt. Z. 770/72 (e) |                                                                                               |
| 770/1 14 (e)   | Sb. Zt. Z. 770/1 (e)   | in D 50/9 keine Angaben                                 |                                                                                                  | zum Zünden von Sabotageladungen mit 1 Stunde Verzögerung                                      |
| 770/6 14 (e)   | Sb. Zt. Z. 770/6 (e)   | in D 50/9 keine Angaben                                 | zum Zünden von Sabotageladungen mit 6 Stunden Verzögerung                                        |                                                                                               |
| 770/12 14 (e)  | Sb. Zt. Z. 770/12 (e)  | in D 50/9 keine Angaben                                 | zum Zünden von Sabotageladungen mit 12 Stunden Verzögerung                                       |                                                                                               |
| 770/24 14 (e)  | Sb. Zt. Z. 770/24 (e)  | in D 50/9 keine Angaben                                 | zum Zünden von Sabotageladungen mit 24 Stunden Verzögerung                                       |                                                                                               |
| 770/48 14 (e)  | Sb. Zt. Z. 770/48 (e)  | in D 50/9 keine Angaben                                 | zum Zünden von Sabotageladungen mit 48 Stunden Verzögerung                                       |                                                                                               |
| 770/72 14 (e)  | Sb. Zt. Z. 770/72 (e)  | in D 50/9 keine Angaben                                 | zum Zünden von Sabotageladungen mit 72 Stunden Verzögerung                                       |                                                                                               |
| 770/1 14 (r)   | Sb. Zt. Z. 770/1 (r)   | in D 50/9 keine Angaben                                 |                                                                                                  | zum Zünden von Sabotageladungen mit 1 Stunde Verzögerung, entspricht dem Sb. Zt. Z. 770/1 (e) |
| 770/6 14 (r)   | Sb. Zt. Z. 770/6 (r)   | in D 50/9 keine Angaben                                 | zum Zünden von Sabotageladungen mit 6 Stunden Verzögerung, entspricht dem Sb. Zt. Z. 770/6 (e)   |                                                                                               |
| 770/12 14 (r)  | Sb. Zt. Z. 770/12 (r)  | in D 50/9 keine Angaben                                 | zum Zünden von Sabotageladungen mit 12 Stunden Verzögerung, entspricht dem Sb. Zt. Z. 770/12 (e) |                                                                                               |
| 770/24 14 (r)  | Sb. Zt. Z. 770/24 (r)  | in D 50/9 keine Angaben                                 | zum Zünden von Sabotageladungen mit 24 Stunden Verzögerung, entspricht dem Sb. Zt. Z. 770/24 (e) |                                                                                               |
| 770/48 14 (r)  | Sb. Zt. Z. 770/48 (r)  | in D 50/9 keine Angaben                                 | zum Zünden von Sabotageladungen mit 48 Stunden Verzögerung, entspricht dem Sb. Zt. Z. 770/48 (e) |                                                                                               |
| 770/72 14 (r)  | Sb. Zt. Z. 770/72 (r)  | in D 50/9 keine Angaben                                 | zum Zünden von Sabotageladungen mit 72 Stunden Verzögerung, entspricht dem Sb. Zt. Z. 770/72 (e) |                                                                                               |
| 771 14 (e)     | Sb. Zt. Z. 771 (e)     | in D 50/9 keine Angaben                                 |                                                                                                  | zum Zünden von Sabotageladungen                                                               |
| 801 15 (r)     | B. F. Z. 801 (r)       | Sashigalka ampula dlja garjutschich ssmesej No. 1, 2, 3 |                                                                                                  | zum Zünden von Brandflaschen                                                                  |
| 802 15 (r)     | B. F. Z. 802 (r)       | in D 50/9 keine Angaben                                 |                                                                                                  | zum Zünden von Benzin-Schwefelsäure Brandgemischen                                            |
| 803 15 (r)     | B. F. Z. 803 (r)       | in D 50/9 keine Angaben                                 |                                                                                                  | zum Zünden von Brandmitteln                                                                   |
| 804 15 (r)     | B. Sch. Z. 804 (r)     | in D 50/9 keine Angaben                                 |                                                                                                  | zum Zünden der Brandschachtel 651 (r)                                                         |
| 805 15 (e)     | B. Z. 805 (e)          | in D 50/9 keine Angaben                                 |                                                                                                  | zum Zünden der Brandbüchse 452 (e)                                                            |

- Kennblattbeispiel zu
D 50/9 Nr 201 14 (h)
- Kennblattbeispiel zu
D 50/9 Nr 251 14 (h)
- Kennblattbeispiel zu
D 50/9 Nr 261/1 14 (j)
- Kennblattbeispiel zu
D 50/9 Nr 501 14 (f)
- Kennblattbeispiel zu
D 50/9 Nr 561 14 (f)
- Kennblattbeispiel zu
D 50/9 Nr 585 14 (f)